# Taurów
Taurów [pronunciación en polaco: /ˈtau̯ruf/] es un pueblo en el distrito administrativo de Gmina Jeżów, dentro del Distrito de Brzeziny, Voivodato de Łódź, en Polonia central. Se encuentra aproximadamente 8 kilómetros al sur de Jeżów, 18 kilómetros al este de Brzeziny, y 36 kilómetros al este de la capital regional, Łódź.